# Bahnhof Schnabelwaid

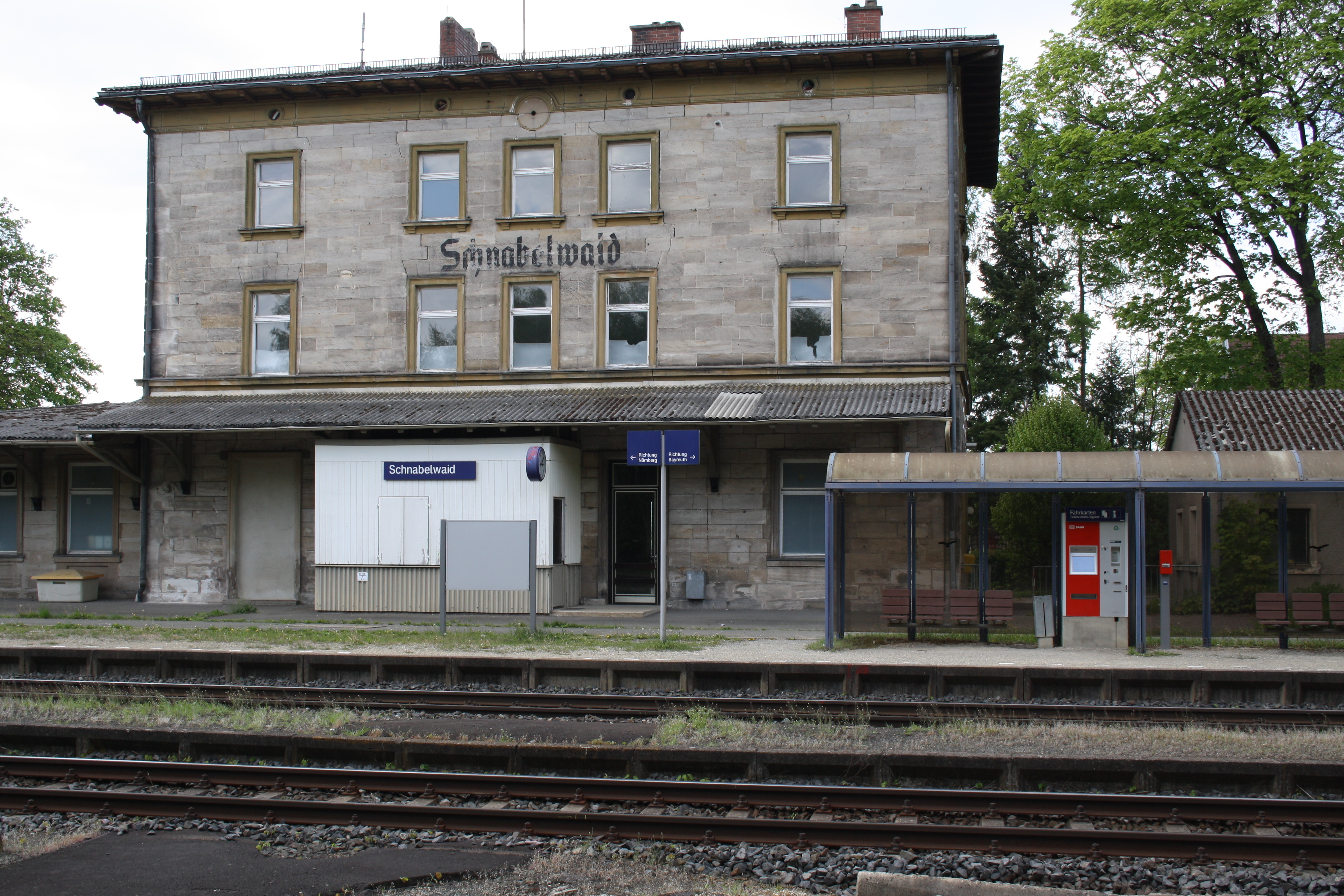
Verwaistes Empfangsgebäude

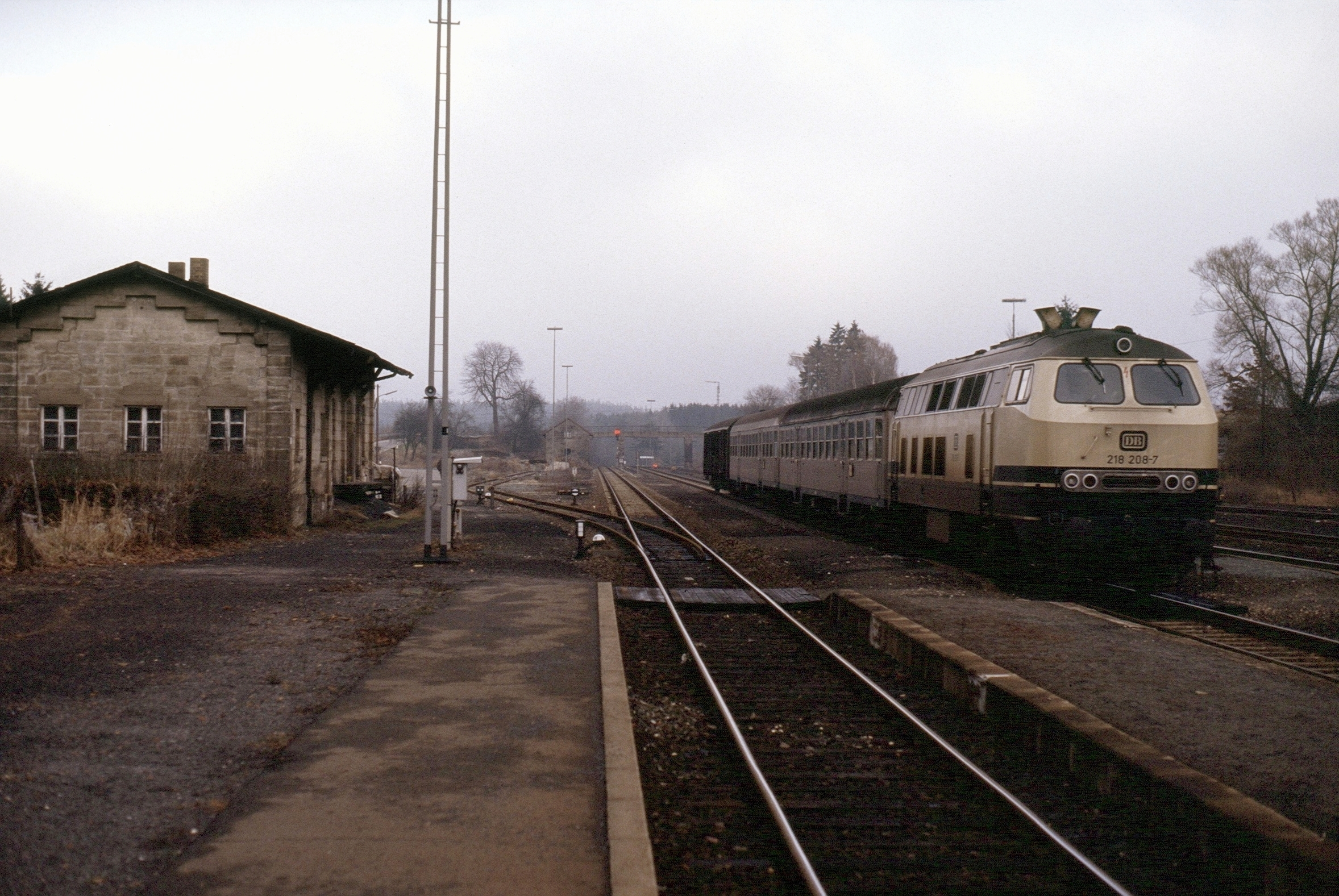
Blick nach Norden mit Güterschuppen und Zug aus Marktredwitz, 1987

Der Bahnhof Schnabelwaid ist ein Trennungsbahnhof an der Bahnstrecke Nürnberg–Cheb und südlicher Endpunkt der eingleisigen Hauptbahn Schnabelwaid–Bayreuth. Beide Strecken sind nicht elektrifiziert.

## Lage
Der Bahnhof befindet sich in Hanglage am östlichen Rand des Markts Schnabelwaid. Er liegt im Landkreis Bayreuth im bayerischen Regierungsbezirk Oberfranken.

## Geschichte
Die Fichtelgebirgsbahn von Nürnberg nach Bayreuth und mit ihr der Bahnhof Schnabelwaid wurden am 15. Juli 1877 ohne großes Zeremoniell eröffnet. Der Durchgangsbahnhof war mit 472 m über NN der höchste Punkt der Strecke. Der Abzweig von Schnabelwaid über Kirchenlaibach nach Marktredwitz wurde am 15. August 1878 eingeweiht und der Bahnhof Schnabelwaid damit zum Trennungsbahnhof. Durch die Verknüpfung mit der Bahnstrecke Weiden–Oberkotzau in Marktredwitz und den Weiterbau nach Schirnding wurde diese zweigleisige Hauptbahn, der die Kilometrierung folgt, die bedeutendere. Heute ist die Strecke nach Bayreuth eine Zweigstrecke der Bahnstrecke Nürnberg–Cheb.
Das Bergwerk im nahegelegenen Langenreuth verlud während seiner Betriebszeit von 1908 bis 1942 das geförderte Erz am Bahnhof Schnabelwaid. Hierfür wurde 1917 eine Materialseilbahn von der rund zwei Kilometer entfernten Grube zum Bahnhof gebaut. Um 1920 wurde eine Feldbahn mit 600 mm Spurweite angelegt, die von der Seilbahn-Entladestation mit einer Brücke über die Eisenbahn zur Verladerampe an deren Ostseite verkehrte. 1937 wurde eine neue, 3165 Meter lange Seilbahn gebaut, die über die Bahn hinweg direkt zur Verladerampe führte. Erst 2010 wurde der Betonbunker dieser Verladeanlage gegenüber dem Bahnhof abgebrochen.
Anlässlich des 150-jährigen Jubiläums der deutschen Eisenbahnen fand in Schnabelwaid eine Parade von Dampflokomotiven vor Reisezügen statt. Am 1. September 1985 trafen dort Maschinen der Baureihen 01, 01.10, 23 und 50 zusammen. Dazu zeigten sich die Vorserien-Diesellok V 200 002 und – aus der DDR – der Schnelltriebwagen SVT 182 252 der Deutschen Reichsbahn.

## Beschreibung
Von Pegnitz kommend folgt die zweigleisige Bahnstrecke dem Tal des Weihergrabens und steigt dabei am Hang des Bergs Kapf bis zum Bahnhof Schnabelwaid an. Der nördliche Bahnhofskopf wird von einer Straßenbrücke überspannt, hinter der die Strecken nach Bayreuth (eingleisig) und Marktredwitz (zweigleisig) wieder abfallend auseinanderlaufen.
Aufgrund seiner Bedeutung erhielt der Bahnhof fünf Hauptgleise an vier Bahnsteigen, ein Ladegleis sowie – da dort Züge begannen und endeten – einige Hinterstellgleise. Im Jahr 1930 existierten umfangreiche Gleisanlagen, mit wenigstens drei doppelten Kreuzungsweichen und zwei Stellwerken.
Inzwischen sind die Gleisanlagen bis auf drei Durchgangsgleise abgebaut. Der ehemalige Hausbahnsteig kann von den Bayreuther Zügen nicht mehr angefahren werden, die Strecke mündet am nördlichen Bahnhofskopf in das Richtungsgleis aus Kirchenlaibach.

## Verkehr
Das Kursbuch vom 15. Oktober 1877 weist drei durchgehende Zugpaare zwischen Bayreuth und Nürnberg aus, die sämtlich in Schnabelwaid halten.
Im Sommerfahrplan 1985 verzweigt sich die Kursbuchstrecke 840 von Nürnberg kommend in Schnabelwaid nach Bayreuth und Schirnding. In Schnabelwaid halten neben den Nahverkehrszügen mehrere Schnell- und Eilzüge, die überwiegend in der Bayreuther Relation verkehren. Der Personenverkehr in Richtung Marktredwitz spielt eine untergeordnete Rolle.
Aktuell wird der Bahnhof von den meisten Zügen durchfahren. Zweistündlich getaktete Regionalexpresszüge zwischen Nürnberg und Bayreuth halten dort (Stand April 2021).

## Ausblick
Im Rahmen des Ausbaus der Bahnstrecke Nürnberg–Marktredwitz ist vorgesehen, den Bahnhof Schnabelwaid wieder auf 4 Gleise zu erweitern. Neben der Elektrifizierung dieser Bahnstrecke ist geplant, die Bahnsteiganlage unter Beibehaltung der Barrierefreiheit umzubauen.

## Galerie

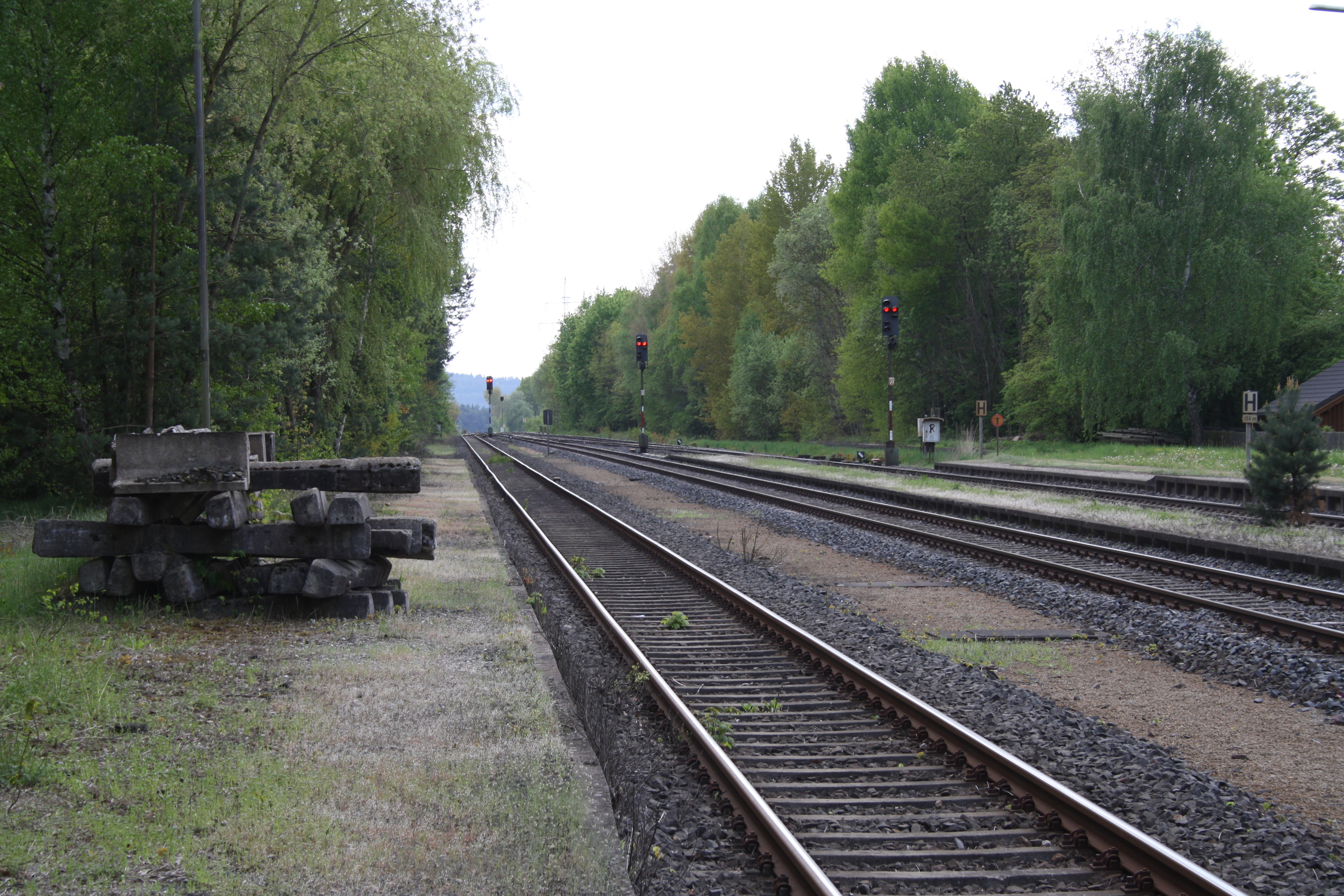
Südlicher Bahnhofskopf
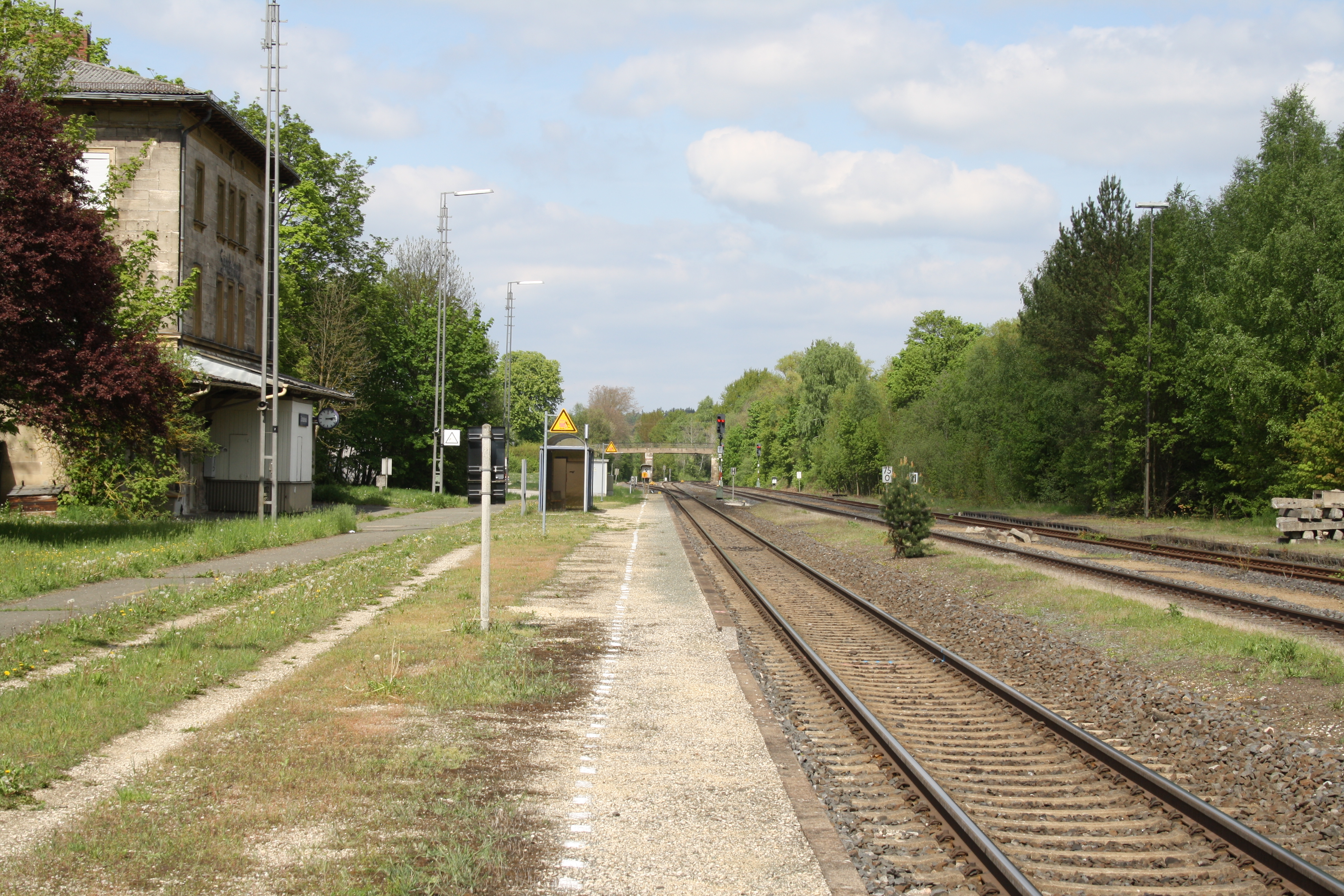
Blick nach Norden vom ehemaligen Bahnsteig 2
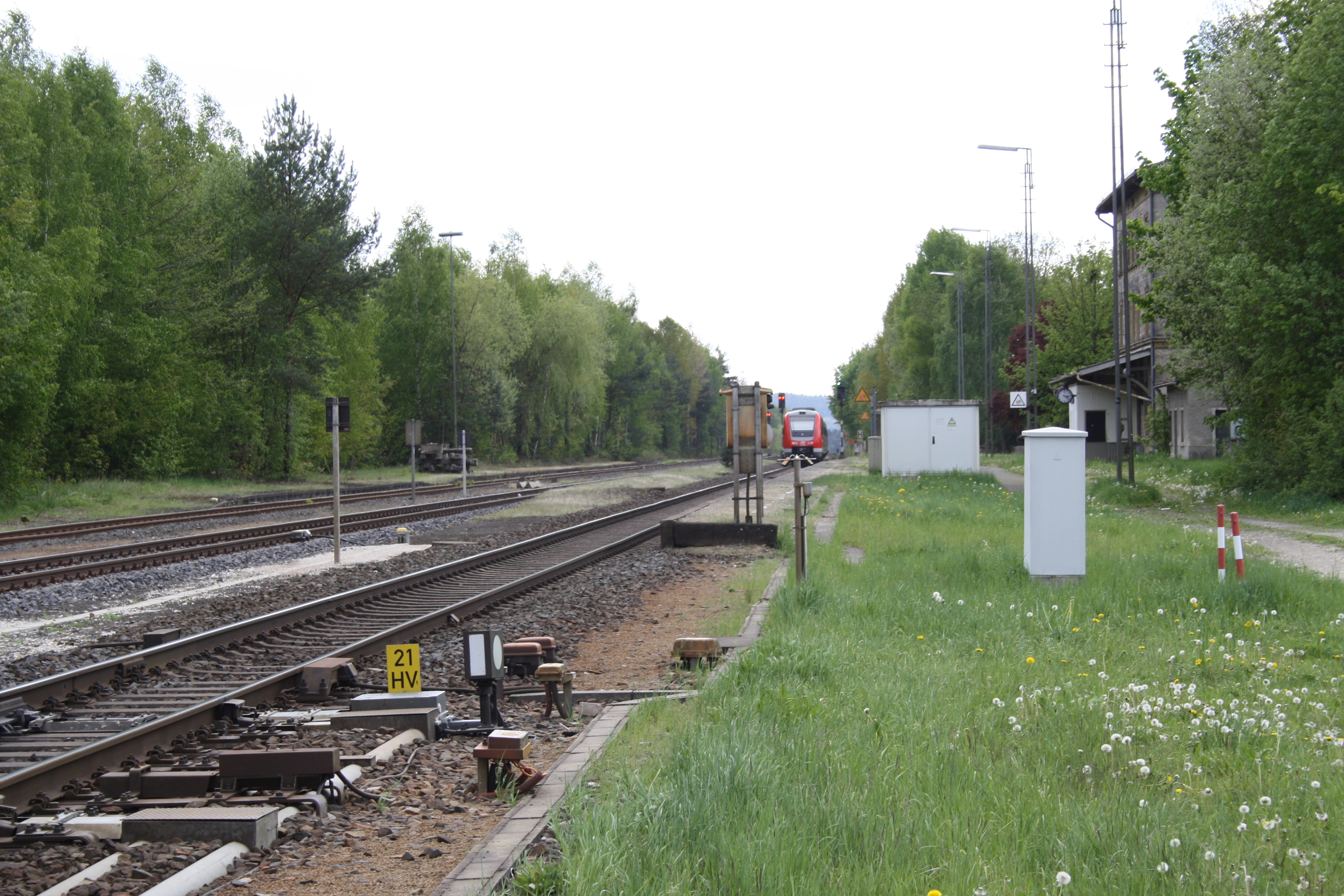
Nur noch ein Bahnsteig ist in Betrieb
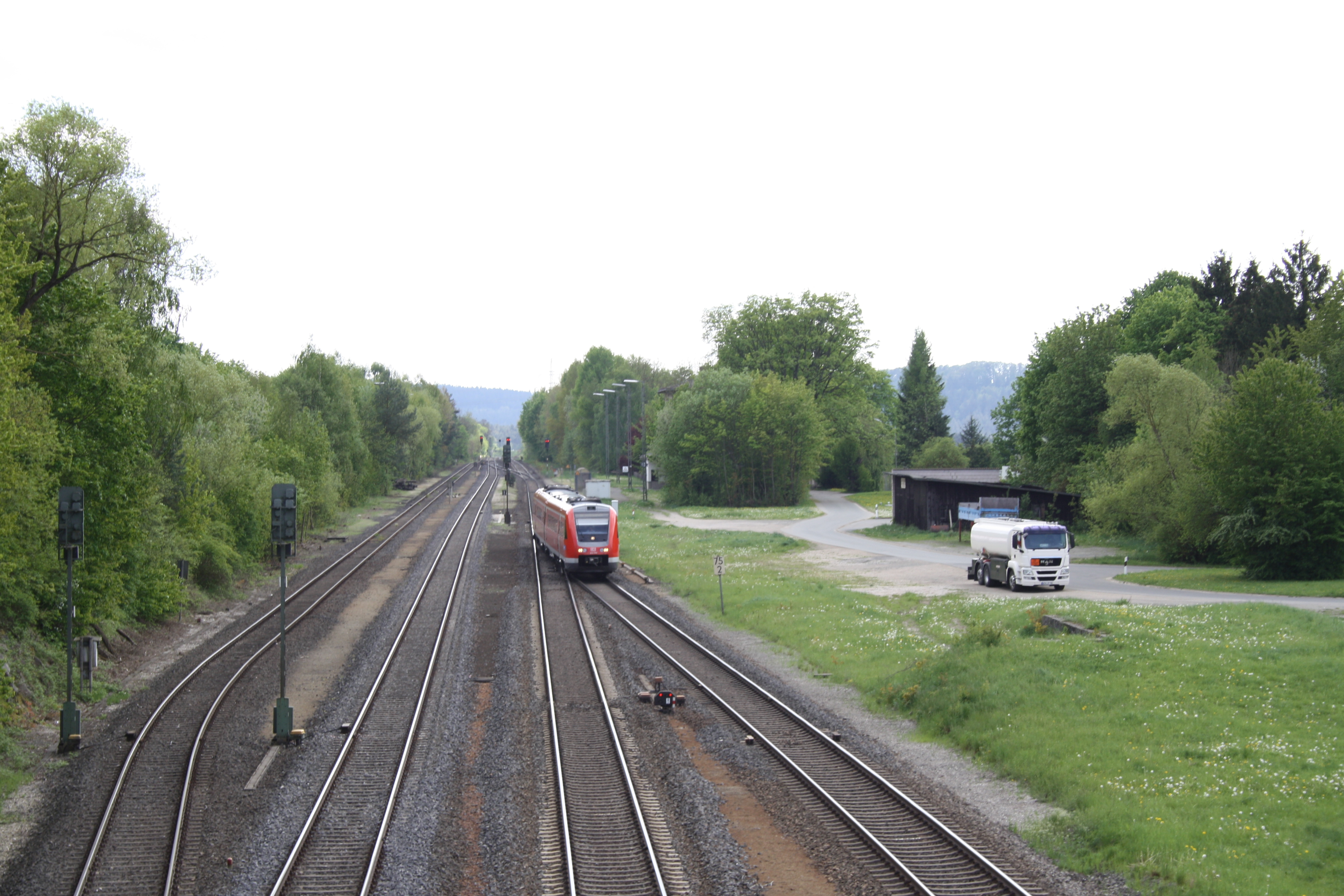
Blick von der Straßenbrücke nach Süden, nach Bayreuth ausfahrender Dieseltriebwagen
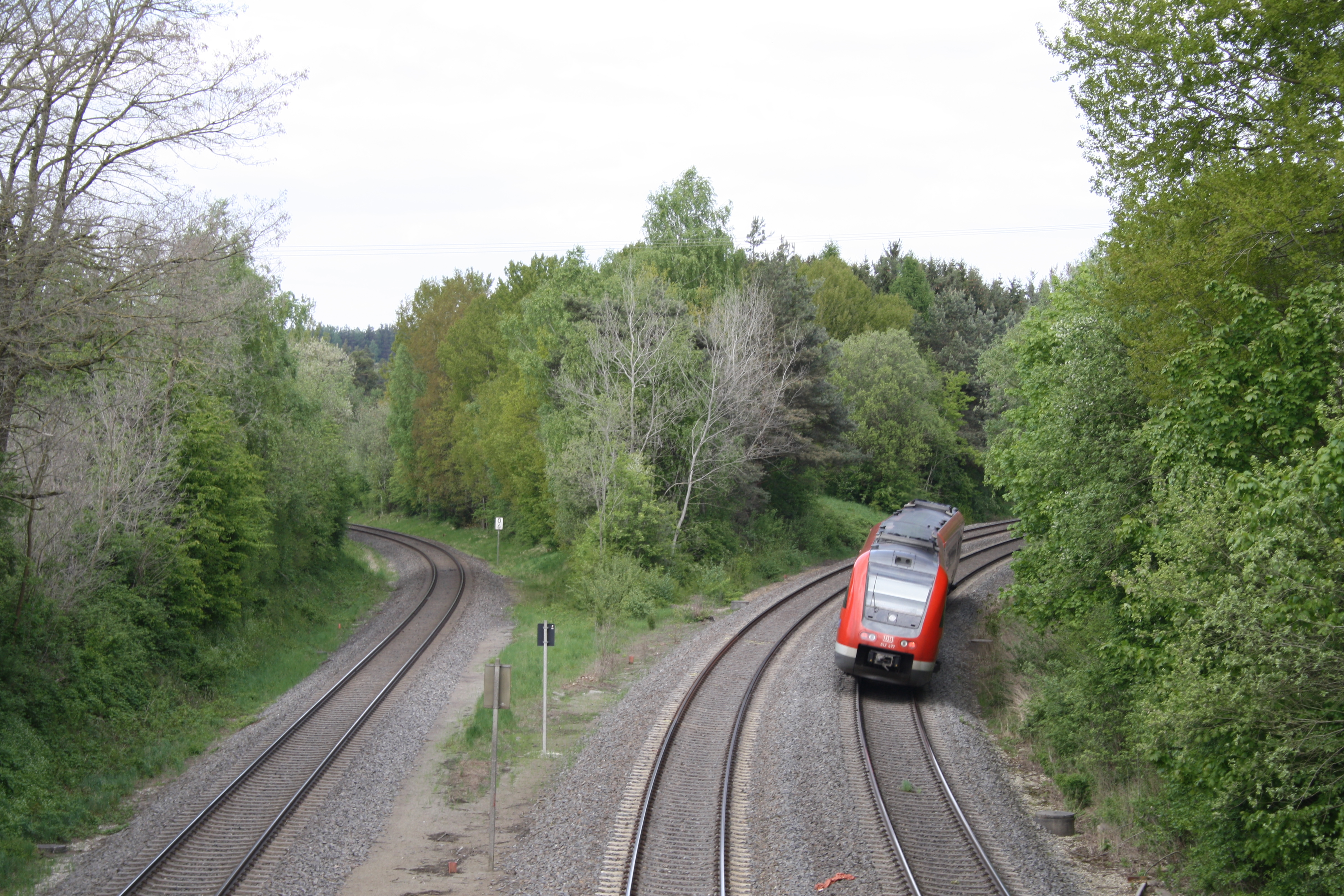
Nordausfahrt mit Neigetechnik-Nahverkehrstriebwagen Baureihe 612 nach Marktredwitz, links das Bayreuther Gleis

## Trivia
Der Bahnhof war ein Objekt in der Doku-Sendung Mit Herz und Hammer (Erstausstrahlung am 10. August 2014 im ZDF). Die Sendung beschreibt die Restaurierung des ehemaligen Empfangsgebäudes durch zwei junge Handwerker.